# Acytolepis telis
Acytolepis telis är en fjärilsart som beskrevs av Hans Fruhstorfer 1917. Acytolepis telis ingår i släktet Acytolepis och familjen juvelvingar. Inga underarter finns listade i Catalogue of Life.